# Październik 2021

## 31 października
- W ataku rakietowym bojowników Huti na meczet i szkołę religijną w jemeńskim mieście Marib zginęło lub zostało rannych 29 cywilów, w tym kobiety i dzieci[1].

## 29 października
- Miał miejsce rozbłysk słoneczny klasy X, drugi w obecnym cyklu słonecznym. Związany z tym wybuchem koronalny wyrzut masy może otrzeć się o Ziemię 30 lub 31 października, co może powodować jasne zorze polarne i zakłócać komunikację satelitarną[2].

## 28 października
- Facebook, Inc., firma macierzysta portali internetowych Facebook i Instagram oraz komunikatora WhatsApp, zmieniła nazwę na Meta, Inc. Dyrektor generalny (CEO) Mark Zuckerberg powiedział, że zmiana nazwy została dokonana, aby odpowiednio odzwierciedlić to, czym zajmuje się firma, m.in. rzeczywistością wirtualną. Podczas konferencji Zuckerberg zaprezentował tzw. „metaverse”, nowy projekt internetowy oparty na VR. Jego zdaniem będzie to następca internetu mobilnego[3][4].

## 27 października
- Czterech policjantów zginęło, a 263 zostało rannych podczas starć ze zwolennikami zakazanej skrajnie prawicowej islamskiej ekstremistycznej partii Tehreek-e-Labbaik Pakistan (TLP) w Lahaur w Pakistanie[5].

## 26 października
- Wspólna akcja władz europejskich i amerykańskich przeciwko handlarzom narkotyków, broni i innych nielegalnych towarów na stronach internetowych darknetu. Podczas wspólnej rozprawy z handlarzami przez władze europejskie i amerykańskie aresztowanych zostało co najmniej 150 osób. Większość aresztowanych pochodzi z Niemiec, USA i Wielkiej Brytanii[6].
- Na Grenlandii naukowcy odkryli rubin, liczący 2,5 mld lat. W szlachetnym kamieniu odnaleziono grafit, minerał składający się z czystego węgla. Na podstawie badania węgla w graficie naukowcy ustalili, że atomy węgla były kiedyś częścią organizmu żywego; prawdopodobnie są to szczątki mikroorganizmów (np. cyjanobakterii). Okryto również, że grafit prawdopodobnie zmienił skład chemiczny otaczających skał, tworząc sprzyjające warunki do wzrostu rubinów[7].
- Pandemia COVID-19: Według stanu na 26 października liczba potwierdzonych zachorowań na całym świecie przekroczyła 245 milionów osób, zaś liczba zgonów to około 5 milionów[8].

## 25 października
- W Sudanie doszło do zamachu stanu. Premier Abd Allah Hamduk został aresztowany[9].

## 24 października
- Wojna w Somalii (od 2009): W starciach pomiędzy Somalijską Armią Narodową a paramilitarną grupą suficką Ahlu Sunna Waljama’a w Galmudug zginęło co najmniej 30 osób, a ponad 100 zostało rannych[10].
- Eksplozja i pożar w nielegalnej rafinerii ropy naftowej w stanie Rivers w Nigerii. Podczas eksplozji i w pożarze zginęło co najmniej 25 osób[11].
- Trzęsienie ziemi o magnitudzie 6,2 nawiedziło Tajwan. Epicentrum znajdowało się w odległości 21 km na południowy wschód od miasta Yilan w północno-wschodniej części wyspy; hipocentrum było zlokalizowane na głębokości 66,8 km. Minutę po głównym trzęsieniu doszło do wstrząsów wtórnych o sile 5,4. Nie było informacji o ofiarach i zniszczeniach[12].
- Wymiana ognia między talibskimi służbami bezpieczeństwa a grupą uzbrojonych napastników w mieście Herat na zachodzie Afganistanu. Podczas wymiany ognia zginęło co najmniej 16 osób[13].
- W Ciechanowie odbyła się uroczystość nadania miejscowemu dworcowi kolejowemu imienia Romana Dziemieszkiewicza oraz odsłonięcia tablicy upamiętniającej nowego patrona[14].
- Na ścianie Synagogi Staromiejskiej w Rzeszowie odsłonięto tablice upamiętniającą Dawida Altera Kurzmanna[15].

## 23 października
- Naukowcy z University of Hawaiʻi at Mānoa ogłosili odkrycie 2M0437b, jednej z najmłodszych egzoplanet, jakie kiedykolwiek znaleziono na odległej gwieździe. Egzoplaneta została odkryta za pomocą Teleskopu Subaru w obserwatorium na Mauna Kea[16].
- W Kielcach odsłonięto Pomnik Matki Polki Sybiraczki w Kadzielni[17].

## 22 października
- W wyniku wybuchu w fabryce chemicznej w obwodzie riazańskim w Rosji zginęło 16 osób, a kolejna została ranna[18].

## 21 października
- Kanadyjczyk Bruce (Xiaoyu) Liu został zwycięzcą XVIII Międzynarodowego Konkursu Pianistycznego im. Fryderyka Chopina[19].
- W Chinach odkryto skamielinę skorpiona morskiego, którą datuje się na około 435 mln lat. Według współautora publikacji w Science Bulletin Bo Wanga zwierzę było wielkości około 1 m i miało kolczaste szczypce, którymi „prawdopodobnie zwierzę łapało swoją zdobycz”. Żyło w epoce syluru i było najbliżej spokrewnione z żyjącymi dziś skrzypłoczami. Pajęczaka nazwano Terropterus xiushanensis[20].

## 20 października
- Zamach bombowy w Damaszku w Syrii. Dwie bomby przyczepione do wojskowego autobusu eksplodowały, gdy pojazd przejeżdżał pod mostem Jisr al-Rais w Damaszku w Syrii. W wyniku wybuchu bomb zginęło 14 osób. Kilka minut później w ostrzale wojskowym zginęło co najmniej 10 osób w Ariha, w muhafazie Idlib[21].
- Liczba ofiar śmiertelnych z powodu powodzi i osunięć ziemi w zachodnim Nepalu wzrosła do 77. Rząd obiecał pomoc dla najbardziej dotkniętych obszarów[22].
- Ksenotransplantacja: Naukowcy z NYU Langone Health w Nowym Jorku ogłosili, że w zeszłym miesiącu zespół chirurgów, kierowany przez dr Roberta Montgomery’ego, z powodzeniem przyłączył genetycznie zmodyfikowaną nerkę świni do pacjenta z martwym mózgiem na dwa dni bez odrzucenia przeszczepu[23].
- Odsłonięto pomnik Ireny Jarockiej w Gdańsku[24].

## 19 października
- W rejonie Morza Śródziemnego miało miejsce trzęsienie ziemi o magnitudzie 6,4. Ziemia zatrzęsła się w greckiej miejscowości Faliraki w północno-wschodniej części Rodos. Epicentrum znajdowało się na głębokości 58 km, około 127 km na północny wschód od wyspy Karpatos, położonej pomiędzy Kretą a Rodos. Wstrząsy odnotowano również na Krecie i Santorynie oraz w Turcji, na Cyprze, w Egipcie, Izraelu i Libanie. Nie było doniesień o ofiarach czy zniszczeniach[25][26].

## 18 października
- Egor Babaev i jego współpracownicy ze szwedzkiego Królewskiego Instytutu Technicznego opublikowali eksperyment pokazujący dowody na nowy stan materii zwany czworaczkami elektronowymi[27].
- Zimowe Igrzyska Olimpijskie 2022: Sztafeta ze zniczem olimpijskim rozpoczęła się w Olimpii w Grecji bez udziału publiczności[28].

## 17 października
- W wyniku ulewnych deszczów, które dotknęły indyjski stan Kerala, zginęło 26 osób, a dziesiątki uznano za zaginione[29].
- José Maria Neves zwyciężył w wyborach prezydenckich w Republice Zielonego Przylądka[30].

## 16 października
- Trzęsienie ziemi o magnitudzie 4,8 na indonezyjskiej wyspie Bali. Epicentrum znajdowało się w pobliżu miasta Banjar Wangsian, a jego hipocentrum było zlokalizowane na głębokości około 10 km. W wyniku trzęsienia ziemi, które wystąpiło o 3:18 czasu lokalnego, zginęły trzy osoby, a 73 zostały ranne. Uszkodzonych zostało co najmniej 762 budynków[31][32].
- Chiński załogowy statek kosmiczny Shenzhou 13 wyniesiony został przez rakietę Chang Zheng 2F z Centrum Startowego Satelitów Jiuquan na pustyni Gobi w Mongolii Wewnętrznej. Statek ma dotrzeć do modułu Tianhe na stacji kosmicznej Tiangong, gdzie załoga pozostanie przez sześć miesięcy. Będzie to najdłuższa jak dotąd chińska misja załogowa[33].
- Wysłana została sonda kosmiczna NASA, Lucy, która ma zbadać trojańczyków Jowisza. Sonda wystartowała o 9:34 czasu lokalnego[34].
- Synod Kościoła Ewangelicko-Augsburskiego w RP, w tajnym głosowaniu opowiedział się za wprowadzeniem ordynacji kobiet na księży. Za wnioskiem Synodalnej Komisji Kobiet głosowało 45 synodałów, 13 było przeciw, zaś 1 głos był wstrzymujący[35].

## 15 października
- Trzech zamachowców-samobójców zaatakowało meczet szyitów w Kandaharze w Afganistanie, zabijając 47 osób i raniąc 70 innych. Eksplozje miały miejsce przy głównych drzwiach i wewnątrz meczetu[36]. Do ataku przyznało się Państwo Islamskie – Prowincja Khorasan, informując, że dwóch napastników zastrzeliło strażników przed meczetem, zanim wysadzili się w powietrze wśród robotników[37].

## 14 października
- Pożar wieżowca w Kaohsiungu: Co najmniej 46 osób zginęło, a 41 innych zostało rannych w pożarze 13-piętrowego wieżowca w mieście Kaohsiung na Tajwanie[38].
- Pandemia COVID-19: Według stanu na 14 października liczba potwierdzonych zachorowań na całym świecie przekroczyła 240 milionów osób, zaś liczba zgonów to około 4,9 miliona[39].

## 13 października
- Prywatne przedsiębiorstwo Blue Origin wystrzeliło cztery osoby na suborbitę rakietą New Shepard ze swojego portu kosmicznego Corn Ranch w Van Horn w Teksasie. W skład załogi weszli wiceprezes Blue Origin Audrey Powers, inżynier NASA Chris Boshuizen, turysta kosmiczny Glen de Vries i aktor William Shatner. Shatner, najbardziej znany z roli kapitana Kirka z serii Star Trek, będący w wieku 90 lat, stał się najstarszą osobą w kosmosie[40].

## 12 października
- Wypadek drogowy w Nepalu. W wyniku wypadku autobusowego w dystrykcie Mugu w Nepalu zginęło co najmniej 28 osób, a kilka innych zostało rannych[41].
- Trzęsienie ziemi o magnitudzie 6,3 nawiedziło we Kretę. Epicentrum znajdowało się 120 km na południowy wschód od Heraklionu, na głębokości 10 km. Brak doniesień o ofiarach i szkodach[42].
- Astronomowie NASA ogłosili odkrycie TIC 257060897b, egzoplanety Gorącego Jowisza, która jest o 50% większa i o 30% mniej masywna niż Jowisz. Odkrycia dokonano za pomocą satelity Transiting Exoplanet Survey Satellite (TESS)[43].

## 11 października
- Silne powodzie w prowincji Shanxi w Chinach. W wyniku powodzi zginęło co najmniej 15 osób, a trzy uznano za zaginione[44].
- Alaskę nawiedziło trzęsienie ziemi o sile 6,8 stopni w skali Richtera. Epicentrum trzęsienia znajdowało się na głębokości 51 km. Nie było doniesień o ofiarach i szkodach[45].
- Nagrodę Banku Szwecji im. Alfreda Nobla w dziedzinie ekonomii otrzymali: David Card za empiryczny wkład w ekonomikę pracy oraz Joshua Angrist i Guido Imbens za ich metodologiczny wkład w analizę związków przyczynowych[46].
- Po dymisji Sebastiana Kurza jako kanclerz Austrii zaprzysiężony został dotychczasowy minister spraw zagranicznych tego kraju, Alexander Schallenberg[47][48].

## 10 października
- Katastrofa lotnicza w Rosji. Samolot Let L-410 Turbolet przewożący grupę 22 skoczków spadochronowych rozbił się zaraz po starcie z lotniska Menzelinsk w Rosji. 16 osób zginęło, a sześć innych zostało rannych[49].

## 9 października
- Zamach w Sokoto w Nigerii. Napastnicy otworzyli ogień na targu i podpalili samochody w mieście Sokoto. Zginęło co najmniej 20 osób[50].
- Kanclerz Austrii Sebastian Kurz podał się do dymisji w wyniku ujawnionej afery korupcyjnej[51][52].

## 8 października
- Katastrofa na rzece Kongo w Demokratycznej Republice Konga. Co najmniej 51 osób zginęło po tym, jak ich prowizoryczny statek zatonął w rzece Kongo. Kilka osób uznano za zaginione[53].
- Zamach samobójczy w Afganistanie. Co najmniej 50 osób zginęło, a ponad 100 zostało rannych, gdy zamachowiec-samobójca zaatakował szyicki meczet w prowincji Kunduz w Afganistanie. Państwo Islamskie – Prowincja Khorasan (ISKP) wzięło odpowiedzialność za atak[54].
- Dziennikarze Maria Ressa oraz Dmitrij Muratow zostali odznaczeni przez Norweski Komitet Noblowski Pokojową Nagrodą Nobla „za ich wysiłki na rzecz ochrony wolności słowa, która jest warunkiem wstępnym demokracji i trwałego pokoju”[55].
- Rzecznik prasowy Światowego Związku Żołnierzy Armii Krajowej (ŚZŻAK) poinformował o wyborze Teresy Stanek na prezesa Zarządu Głównego ŚZŻAK[56][57].

## 7 października
- Trzęsienie ziemi o magnitudzie 5,9 w Pakistanie. W wyniku trzęsienia ziemi, które nawiedziło Harnai w Beludżystanie w Pakistanie zginęły co najmniej 23 osoby, a około 200 zostało rannych[58].
- Trzęsienie ziemi w Japonii w regionie Tokio. Wstrząsy wystąpiły o godz. 22:41 czasu japońskiego, USGS ocenił ich wielkość na 5,9 w skali Richtera. Epicentrum znajdowało się na głębokości 80 km w departamencie Chiba (na wschód od Tokio); według USGS na głębokości 61 km. Wskutek trzęsienia ziemi ponad 30 osób zostało rannych[59].
- WHO zatwierdziła pierwszą szczepionkę przeciwko chorobie pasożytniczej, malarii[60].
- Akademia Szwedzka przyznała Nagrodę Nobla w dziedzinie literatury Abdulrazakowi Gurnahowi „za bezkompromisową i współczującą penetrację skutków kolonializmu i losu uchodźcy w przepaści między kulturami i kontynentami”[61].

## 6 października
- Królewska Szwedzka Akademia Nauk wyróżniła Benjamina Lista i Davida MacMillana Nagrodą Nobla w dziedzinie chemii za rozwój asymetrycznej organokatalizy[62].

## 5 października
- Dziewięć baraków w byłym obozie koncentracyjnym Auschwitz, obecnie Państwowym Muzeum Auschwitz-Birkenau, zostało zdewastowanych za pomocą graffiti negujących Holokaust[63].
- Nagrodę Nobla w dziedzinie fizyki otrzymali Syukuro Manabe i Klaus Hasselmann „za fizyczne modelowanie klimatu Ziemi, ilościowe określanie zmienności i wiarygodne przewidywanie globalnego ocieplenia” oraz Giorgio Parisi „za odkrycie wzajemnego oddziaływania nieporządku i fluktuacji w układach fizycznych od skali atomowej do planetarnej”[64].
- Microsoft wprowadził na rynek Windows 11, najnowszą wersję systemu operacyjnego Microsoft Windows. Aktualizacja do systemu Windows 11 będzie bezpłatna dla użytkowników systemu Windows 10[65].

## 4 października
- Nagrodę Nobla w dziedzinie fizjologii lub medycyny zdobyli David Julius i Ardem Patapoutian za odkrycie receptorów temperatury i dotyku[66][67].
- Facebook, Instagram, WhatsApp i Oculus były niedostępne w wyniku globalnej awarii, która rozpoczęła się o godz. 15:39 UTC. Niektórzy eksperci uważali, że awaria była spowodowana aktualizacją BGP z Facebooka[68][69].

## 3 października
- Pandora Papers: 11,9 mln dokumentów, które wyciekły, zostało opublikowanych przez Międzynarodowe Konsorcjum Dziennikarzy Śledczych. Dokumenty ujawniły ukryte bogactwo, uchylanie się od płacenia podatków i pranie brudnych pieniędzy przez 330 polityków, w tym 35 przywódców krajowych oraz licznych celebrytów na całym świecie, w tym 130 miliarderów, łącznie 29 tys. beneficjentów spośród 27 tys. firm. Jest to największy w historii wyciek danych offshore, wyprzedzający Panama Papers o prawie pół miliona dokumentów[70][71].
- W wieku 78 lat zmarł Bernard Tapie, francuski przedsiębiorca, producent telewizyjny i polityk, parlamentarzysta krajowy i europejski, były minister[72].